# El juego verdadero
«El juego verdadero» es una canción interpretada por el grupo de hip hop chileno Tiro de Gracia, compuesta con la colaboración de Quique Neira e incluida originalmente en el primer álbum de estudio de la banda, Ser humano!! (1997). Consiste en el sencillo debut del grupo y fue producido por Gastón Cenzi Gabarro, Pato Adonai y Camilo Cintolesi.
Gracias a su gran recepción e innovación en el hip hop latino,[cita requerida] se transformó en el tema más conocido y popular de este grupo, dándose a conocer en toda Latinoamérica y Chile.

## Sobre la canción
Tiene un sample de la popular canción de Grover Washington, Jr. y Bill Withers «Just the Two of Us», también utilizada como base por varios artistas de rap como Smif-n-Wessun o Will Smith.

### Significado
Según Juan Sativo: "Bueno, lo hicimos en Quinta Normal, ahí con los animales disecados, dándole un ambiente más natural a la cosa, y de un 100% realidad a un 50% realidad, un 50% de mentira-Es como jugar un poco con lo que es la verdad y la mentira dentro de la música, dentro del ambiente musical chileno, dentro de lo que es la filosofía hip hop en general, ese es el concepto de El juego verdadero".

Según Lenwa Dura: "Mostramos realidad con fantasía, porque tu igual veí (sic) como la escenografía, todo es falso lo de ahí, es todo como falso, y los verdaderos somos nosotros las personas que estabamos ahí..."

## Video musical
El video fue desarrollado por la productora Cubo Negro, filmado en el Museo Nacional de Historia Natural de Chile en Quinta Normal. Muestra cantando a los tres integrantes del grupo: Juan Sativo, Lenwuadura y Zaturno. Se difundió ampliamente por la cadena MTV y ocupó un lugar destacado en el ranking latinoamericano de música.[cita requerida]

## Relanzamiento
Se creó un remake de esta canción para el reality show de 2005 La granja, emitido por Canal 13, cambiando la base por una más simple de guitarra acústica, batería y sampler. Esta estaba propuesta para el futuro álbum de la banda Música de Vida.[cita requerida]

## Parodias
«El juego verdadero» fue parodiado en El club de la comedia llamado "El Fuego Verdadero".
También fue parodiado en el canal de YouTube Yo no salgo a la calle bajo el nombre de "Cuando no puedo pasar un juego".
Por último, fue parodiado en el canal TheDarkCrackYT con el nombre de "El Tiroteo Verdadero".